# Старий Голубовець
46°11′ пн. ш. 16°02′ сх. д. / 46.18° пн. ш. 16.04° сх. д.
Старий Голубовець (хорв. Stari Golubovec) — населений пункт у Хорватії, в Крапинсько-Загорській жупанії у складі громади Лобор.

## Населення
Населення за даними перепису 2011 року становило 193 осіб.
Динаміка чисельності населення поселення:

## Клімат
Середня річна температура становить 9,88 °C, середня максимальна – 23,74 °C, а середня мінімальна – -6,28 °C. Середня річна кількість опадів – 1012 мм.
| Клімат поселення                              | Клімат поселення | Клімат поселення | Клімат поселення | Клімат поселення | Клімат поселення | Клімат поселення | Клімат поселення | Клімат поселення | Клімат поселення | Клімат поселення | Клімат поселення | Клімат поселення | Клімат поселення |
| Показник                                      | Січ.             | Лют.             | Бер.             | Квіт.            | Трав.            | Черв.            | Лип.             | Серп.            | Вер.             | Жовт.            | Лист.            | Груд.            |                  |
| Середній максимум, °C                         | 5,52             | 7,49             | 11,62            | 15,88            | 20,68            | 23,74            | 23,21            | 22,66            | 18,73            | 13,67            | 8,12             | 4,61             |                  |
| Середня температура, °C                       | −0,39            | 1,57             | 5,71             | 9,98             | 14,78            | 17,82            | 19,54            | 19,02            | 15,08            | 10,02            | 4,47             | 0,94             |                  |
| Середній мінімум, °C                          | −6,28            | −4,35            | −0,21            | 4,06             | 8,87             | 11,92            | 15,90            | 15,36            | 11,44            | 6,38             | 0,82             | −2,7             |                  |
| Норма опадів, мм                              | 49               | 52               | 70               | 77               | 87               | 117              | 99               | 100              | 96               | 97               | 96               | 72               |                  |
| Середньомісячна швидкість вітру, м/с          | 1.82             | 2.01             | 2.41             | 2.33             | 2.22             | 2.00             | 1.91             | 1.73             | 1.74             | 1.82             | 1.92             | 1.90             |                  |
| Середньомісячна сонячна радіація, кДж/м²·день | 4051             | 6799             | 10460            | 14822            | 18819            | 20656            | 21517            | 18572            | 13782            | 8642             | 4546             | 3216             |                  |
| --------------------------------------------- | ---------------- | ---------------- | ---------------- | ---------------- | ---------------- | ---------------- | ---------------- | ---------------- | ---------------- | ---------------- | ---------------- | ---------------- | ---------------- |
| Джерело:                                      |                  |                  |                  |                  |                  |                  |                  |                  |                  |                  |                  |                  |                  |